# Ilja Kaznadziej
Ilja Iharawicz Kaznadziej (błr. Ілья Ігаравіч Казнадзей; ros. Илья Игоревич Казнадей – Ilja Igoriewicz Kaznadiej, ur. 22 czerwca 1989 w Mińsku) – białoruski hokeista, reprezentant Białorusi.

## Kariera
- Junior Mińsk (2006-2007)
- Mietałłurg Żłobin 2 (2007-2008)
- HK Szynnik Bobrujsk (2008)
- Mietałłurg Żłobin (2008-2013)
- Dynama Mińsk (2013-2015)
  -  HK Dynama Mołodeczno (2014-2015)
- HK Nioman Grodno (2015-2017)
- GKS Tychy (2017-2018)
- HK Dynama Mołodeczno (2018-2019)
- HK Szachcior Soligorsk (2019-2021)

W 2008 rozpoczął występy w seniorskiej ekstralidze białoruskiej w barwach Mietałłurga Żłobin. Od lipca 2013 zawodnik Dynama Mińsk w lidze KHL (wraz z nim Illa Szynkiewicz). W maju 2014 przedłużył kontrakt. W sezonie 2014/2015 przekazany równolegle do zespołu farmerskiego, Dynama Mołodeczno. Od maja zawodnik Niomana Grodno. Od lipca 2017 roku zawodnik GKS Tychy. W czerwcu 2018 został zawodnikiem klubu Dynama Mołodeczno. W 2019 przeszedł do Szachciora Soligorsk, gdzie pod koniec stycznia 2021 został zwolniony.
Brał udział w turnieju zimowej uniwersjady edycji 2011. Uczestniczył w turnieju mistrzostw świata edycji 2013.

## Sukcesy
Reprezentacyjne
- Srebrny medal zimowej uniwersjady: 2011

Klubowe
- Brązowy medal mistrzostw Białorusi: 2009, 2011 z Mietałłurgiem Żłobin
- Puchar Białorusi: 2011 z Mietałłurgiem Żłobin
- Finał Pucharu Białorusi: 2010 z Mietałłurgiem Żłobin
- Złoty medal mistrzostw Białorusi: 2012 z Mietałłurgiem Żłobin, 2017 z Niomanem Grodno
- Srebrny medal mistrzostw Białorusi: 2013 z Mietałłurgiem Żłobin, 2020 z Szachciorem Soligorsk
- Finał Superpucharu Polski: 2017 z GKS Tychy
- Puchar Polski: 2017 z GKS Tychy
- Złoty medal mistrzostw Polski: 2018 z GKS Tychy